# Тренер године Евролиге у кошарци
Тренер године Евролиге (енгл. Euroleague Coach Of The Year), или Трофеј Александар Гомељски (енгл. Alexander Gomelsky Trophy), годишња је награда коју Евролига у кошарци додељује почев од сезоне 2004/05. Награда носи име Александра Гомељског — руског тренера који је освојио четири титуле првака Евролиге (три узастопне у периоду од 1958. до 1960. године предводивши летонски клуб АСК Рига, као и једну са московским ЦСКА 1971. године). Петнаест од деветнаест досадашњих добитника били су уједно и тренери клуба освајача Евролиге у тој сезони, а један од изузетака забележен је у сезони 2008/09, када је награда припала Душку Вујошевићу, који је са Партизаном стигао само до четвртфинала. Једини троструки добитници били су Јоргос Барцокас и Жељко Обрадовић. Шарунас Јасикевичијус је једини добитник ове награде који је током играчке каријере освајао Евролигу.

## Досадашњи добитници
| Сезона   | Играч                  | Клуб                   | Изв.  |
| -------- | ---------------------- | ---------------------- | ----- |
| 2004/05. | Пини Гершон            | Макаби Тел Авив        |       |
| 2005/06. | Еторе Месина           | ЦСКА Москва            |       |
| 2006/07. | Жељко Обрадовић        | Панатинаикос           |       |
| 2007/08. | Еторе Месина (2)       | ЦСКА Москва (2)        |       |
| 2008/09. | Душко Вујошевић        | Партизан               |       |
| 2009/10. | Шави Пасквал           | Барселона              |       |
| 2010/11. | Жељко Обрадовић (2)    | Панатинаикос (2)       |       |
| 2011/12. | Душан Ивковић          | Олимпијакос            |       |
| 2012/13. | Јоргос Барцокас        | Олимпијакос (2)        |       |
| 2013/14. | Дејвид Блат            | Макаби Тел Авив (2)    |       |
| 2014/15. | Пабло Ласо             | Реал Мадрид            |       |
| 2015/16. | Димитрис Итудис        | ЦСКА Москва (3)        |       |
| 2016/17. | Жељко Обрадовић (3)    | Фенербахче             |       |
| 2017/18. | Пабло Ласо (2)         | Реал Мадрид (2)        |       |
| 2018/19. | Димитрис Итудис (2)    | ЦСКА Москва (4)        |       |
| 2019/20. | Награда није додељена. | Награда није додељена. | [ 1 ] |
| 2020/21. | Ергин Атаман           | Анадолу Ефес           | [ 2 ] |
| 2021/22. | Јоргос Барцокас (2)    | Олимпијакос (3)        | [ 3 ] |
| 2022/23. | Јоргос Барцокас (3)    | Олимпијакос (4)        | [ 4 ] |
| 2023/24. | Хесус Матео            | Реал Мадрид (3)        | [ 5 ] |
| 2024/25. | Шарунас Јасикевичијус  | Фенербахче (2)         | [ 6 ] |

## Успешност

### По добитницима
| Поз. | Играч                 | Број награда |
| ---- | --------------------- | ------------ |
| 1.   | Јоргос Барцокас       | 3            |
| 1.   | Жељко Обрадовић       | 3            |
| 3.   | Димитрис Итудис       | 2            |
| 3.   | Пабло Ласо            | 2            |
| 3.   | Еторе Месина          | 2            |
| 6.   | Ергин Атаман          | 1            |
| 6.   | Дејвид Блат           | 1            |
| 6.   | Душко Вујошевић       | 1            |
| 6.   | Пини Гершон           | 1            |
| 6.   | Душан Ивковић         | 1            |
| 6.   | Шарунас Јасикевичијус | 1            |
| 6.   | Хесус Матео           | 1            |
| 6.   | Шави Пасквал          | 1            |

### По клубовима добитника
| Поз. | Клуб            | Број награда |
| ---- | --------------- | ------------ |
| 1.   | Олимпијакос     | 4            |
| 1.   | ЦСКА Москва     | 4            |
| 3.   | Реал Мадрид     | 3            |
| 4.   | Макаби Тел Авив | 2            |
| 4.   | Панатинаикос    | 2            |
| 4.   | Фенербахче      | 2            |
| 7.   | Анадолу Ефес    | 1            |
| 7.   | Барселона       | 1            |
| 7.   | Партизан        | 1            |